# Regla 34
La Regla 34 —«Si existeix, n'hi ha pornografia. Sense excepció»— és una regla i un mem que afirma que existeix una versió pornogràfica de tot tema concebible. Suposa la constatació de l'extensió de la pornografia a l'àmbit internauta. Altres versions de la regla són «Si t'ho pots imaginar, a Internet n'hi ha pornografia» o, simplement, «N'hi ha pornografia».
L'autora Susanna Paasonen diu sobre la regla que: «La regla suggereix que si penses en un escenari pornogràfic, tema o estil –no importa com d'esotèric o improbable sigui–, aleshores eixe tipus de pornografia ja haurà sigut creat, i estarà disponible en línia. Si no és el cas, és qüestió de temps que siga fet.»

## Origen
Aquesta regla memètica d'Internet té l'origen l'any 2003 en un webcòmic titulat "Rule #34 There is porn of it. No exceptions.", el qual va ser dibuixat per Peter Morley-Souter per a descriure la seva reacció xocant en veure una paròdia pornogràfica de Calvin i Hobbes. L'any 2004 Morley-Souter publicà el seu còmic a un lloc web britànic anomenat Zoom-Out i des de llavors, ha estat àmpliament reproduït. L'origen exacte de la Regla 34 és desconegut, encara que pugui ser relacionat a les "Regles de l'Internet", una llista de protocols i convencions que va aparèixer per primera vegada al lloc web 4chan.

## Popularització
El 2008, els usuaris de la tauler d'imatges 4chan publicaren nombroses paròdies sexualment explícites i dibuixos animats il·lustrant la Regla 34. En l'argot especial de 4chan es realitzen les peticions de pornografia al fòrum demanant la regla 34 i pr0nz. Segons un diccionari de neologismes la Regla 34 "va començar a aparèixer a les publicacions d'Internet el 2008."
Així com la Regla 34 va continuar estenent-se per la Internet, els mitjans de comunicació tradicionals van començar a informar sobre ella. L'any 2009 un article de The Daily Telegraph la llistà com la tercera de 10 elements sobre regles i lleis. El 2013 en un article de la CNN s'afirmava que la Regla 34 era "probablement la regla d'Internet més famosa", per tant forma part de cultura dominant.
Segons Ogi Ogas i Sai Gaddam, "avui, la Regla 34 creix com a saviesa popular als blogs, vídeos de YouTube, a les transmissions de Twitter, i a les xarxes socials. S'utilitza freqüentment com a verb, com "Jo he fet la regla 34 a Paula Abdul i Simon Cowell en la taula de jutjar'." Aquests autors defensen que la raó per la qual ha tingut tant difusió és perquè "certament sembla veritat" per a "qualsevol que ha estat temps navegant per la Web."
Malgrat que el caràcter d'integritat de regla podria fer pensar que la varietat de gustos siga proporcional a la varietat de tipus de persones amb eixos gustos és simplement fals davant les evidències recollides.
Cory Doctorow conclogué que la «Regla 34 pot ser pensada com un tipus d'acusació a la Web com una fossa sèptica de rarets, geeks i gent estranya, però vist des del punt de vista cosmopolita," pareix que "parla d'una sofisticació—una aproximació gurmet a la vida.»